# 圣皮埃尔德萨莱讷
圣皮埃尔德萨莱讷（法語：Saint-Pierre-de-Salerne，法語發音：[sɛ̃ pjɛʁ də salɛʁn]）是法国厄尔省的一个市镇，属于贝尔奈区。

## 地理
圣皮埃尔德萨莱讷（49°12'6"N, 0°39'50"E）面积6.92 平方千米，位于法国诺曼底大区厄尔省，该省份为法国北部内陆省份，北起滨海塞纳省，西接奧恩省和卡爾瓦多斯省，南至厄尔-卢瓦省，东临瓦兹省、瓦兹河谷省和伊夫林省。
圣皮埃尔德萨莱讷的时区为UTC+01:00、UTC+02:00（夏令时）。

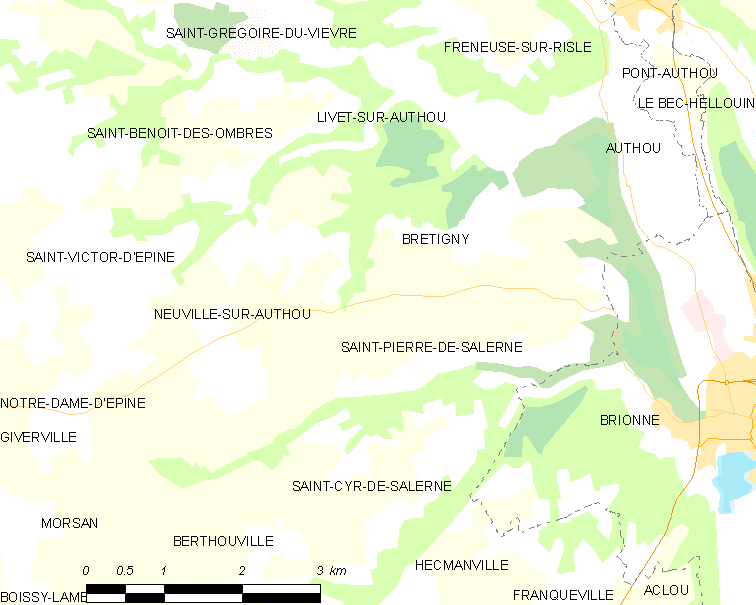
圣皮埃尔德萨莱讷的OSM定位图

## 行政
圣皮埃尔德萨莱讷的邮政编码为27800，INSEE市镇编码为27592。

## 政治
圣皮埃尔德萨莱讷所属的省级选区为布里奥讷县。

## 人口

1962-2008年间圣皮埃尔德萨莱讷人口变化图示

圣皮埃尔德萨莱讷于2022年1月1日时的人口数量为231人。